# Botticelli (krater)
Botticelli är en nedslagskrater på planeten Merkurius, med en diameter på ungefär 136 kilometer.
1976 uppkallades kratern efter målaren Sandro Botticelli.